# Matt Long
Matthew Clayton "Matt" Long (nacido el 18 de mayo de 1980) es un actor estadounidense, conocido por su papel de Zeke Landon en la serie Manifest 

## Vida y carrera
Long nació en Winchester, Kentucky. Tiene un hermano menor, Zac. Asistió a Western Kentucky University donde conoció a su esposa, Lora Chaffins. También fue miembro de la fraternidad Sigma Alpha Epsilon.
Después de graduarse, Long se mudó a Nueva York donde trabajó como actor en varios teatros.
Interpretó al adolescente Jack McCallister en Jack & Bobby, el joven Johnny Blaze en Ghost Rider, y Tyler Prince en Sydney White.
Del 2018 al 2023 Matt Long interpretó a Zeke Landon en la famosa y exitosa serie Manifest, trabajando junto a otros actores como Joshua Dallas, Melissa Roxburgh y muchos más. Long es muy querido por los fanáticos y espectadores de la serie.
Actualmente vive en Hollywood, California.

## Filmografía

### Películas
| Año  | Película                          | Papel              | Notas                  |
| ---- | --------------------------------- | ------------------ | ---------------------- |
| 2001 | The Greatest Adventure of My Life | Pvt. Smith         | Película independiente |
| 2006 | Decit                             | Dave Ford          | Película de TV         |
| 2007 | Ghost Rider                       | Joven Johnny Blaze |                        |
| 2007 | Sydney White                      | Tyler Prince       |                        |
| 2008 | Reflections                       | Nathan             | Cortometraje           |
| 2009 | Homecoming                        | Mike               |                        |
| 2015 | Woodshed                          | Isaac              | Corto                  |
| 2018 | Christmas Joy                     | Ben Andrews        | Película de Televisión |

### Series de televisión
| Año       | Película                | Papel              | Notas                                            |
| --------- | ----------------------- | ------------------ | ------------------------------------------------ |
| 2004–2005 | Jack & Bobby            | Jack McCallister   | 22 episodios                                     |
| 2006      | Secrets of a Small Town | Chad Wilson        | 1 episodio (piloto)                              |
|           | Deceit                  | Dave Ford          | Película de televisión                           |
| 2010      | The Deep End            | Dylan Hewitt       | Papel principal                                  |
| 2010      | Mad Men                 | Joey Baird         | Rol Recurrente                                   |
| 2011      | Love Bites              | Matt               | "Keep on Truckin", "Sky High" y "Modern Plagues" |
| 2011      | 17th Precinct           | Jimmy Travers      |                                                  |
| 2012      | Gilded Lilys            | John Kidd          |                                                  |
| 2012      | The Newsroom            | Brad               |                                                  |
| 2012-2013 | Private Practice        | Dr. James Peterson | Recurrente                                       |
| 2013      | Lucky 7                 | Matt Korzak        | Principal                                        |
| 2015      | Helix                   | Dr. Sommer         | Serie de televisión                              |
| 2017      | Graves                  | Jesse Enright      |                                                  |
| 2018      | Timeless                | Ryan Millerson     |                                                  |
| 2019-2023 | Manifest                | Zeke Landon        | Principal en la serie de Netflix                 |